# گوستاو شوفت
گوستاو شوفت (آلمانی: Gustav Schuft؛ ۱۶ ژوئن ۱۸۷۶ – ۸ فوریهٔ ۱۹۴۸) یک ژیمناست هنری اهل آلمان بود.
از افتخارات وی میتوان به کسب مدال طلا پارالل تیمی و بارفیکس تیمی در بازی‌های المپیک تابستانی ۱۸۹۶ اشاره کرد.